# Dorothy Wrinch
Dorothy Maud Wrinch (Rosário, Argentina, 12 de setembro de 1894 – Falmouth, Massachusetts, 11 de fevereiro de 1976) foi uma matemática e bioquímica teórica britânica nascida na Argentina. Conhecida por sua tentativa de deduzir a estrutura da proteína usando princípios matemáticos.
Foi palestrante do Congresso Internacional de Matemáticos em Zurique em 1932.
Dorothy Crowfoot Hodgkin escreveu no obituário de Wrinch que ela foi "a brilliant and controversial figure who played a part in the beginnings of much of present research in molecular biology." Em um nível mais pessoal, Crowfoot Hodgkin escreveu, "I like to think of her as she was when I first knew her, gay, enthusiastic and adventurous, courageous in face of much misfortune and very kind."

## Publicações selecionadas
- "On Some Aspects of the Theory of Probability," Philosophical Magazine, 38, (1919), 715–731. (com Harold Jeffreys)
- The Retreat from Parenthood  London : K. Paul, Trench, Trübner 1930 (como Jean Ayling)
- Fourier transforms and structure factors; American Society for X-Ray and Electron Diffraction. 1946
- Chemical aspects of the structure of small peptides; an introduction. 1960.
- Chemical aspects of polypeptide chain structures and the cyclol theory 1965.
- "Selected papers of Dorothy Wrinch, from the Sophia Smith Collection," in "Structures of Matter and Patterns in Science, inspired by the work and life of Dorothy Wrinch, 1894–1976, The Proceedings of a Symposium held at Smith College, Northampton, Massachusetts 28–30 September 1977, Schenkman Publishing Company, 1980.